# Thalassodes chloropis
Thalassodes chloropis là một loài bướm đêm trong họ Geometridae.